# 戊午の密勅
戊午の密勅（ぼごのみっちょく）は、日米修好通商条約の無勅許調印を受け、安政5年8月8日（1858年9月14日）に孝明天皇が水戸藩に幕政改革を指示する勅書（勅諚）を直接下賜した事件である。「戊午」は下賜された安政5年の干支が戊午（つちのえ・うま）であったことに由来し、「密勅」は正式な手続（関白九条尚忠の参内)を経ないままの下賜であったことによる(九条関白には武家伝奏から天皇の堅い意志である旨伝え、承認を受けた)。

## 経緯
安政5年8月5日深更、孝明天皇より幕府へ向け勅諚降下の叡意が示され、内裏にて急遽朝議が開催された。7月にも同じく幕府に宛て勅諚を下したが、その返信が無い状況が1ヶ月にわたって続く中、同様の勅諚を下しても効果が見込めないことから、勅諚を諸藩に直接下すことになった。最有力候補は薩摩藩であったが、1ヶ月前に開明派藩主の島津斉彬が急死したばかりであったため、次点で水戸藩および長州藩に下されることで朝議が決した。幕府寄りの関白九条尚忠の参内のないまま、武家伝奏 久我建通、万里小路正房からの説明による執行奉承(事後承認)のみで決したため、密勅と言われているが、形式はあくまでも通常の勅諚である。
水戸藩主宛の勅諚は8月7日深更、武家伝奏万里小路正房の里亭にて水戸藩京都留守居役 鵜飼吉左衛門知信に手渡されることになったが、吉左衛門の持病が悪化していたため子の京都留守居役助役  幸吉知明が代わりに拝した。この際、幸吉は近衛忠煕から、この勅諚が日米修好通商条約締結後の、幕府による朝廷への度重なる非礼を戒め、謹慎中の斉昭を中心にして幕政改革を行うことを目的としている旨説明を受けた。
幸吉はいったん自宅に戻り、大阪蔵屋敷手代・小瀬伝左衛門と変名し、籠担ぎに変装して空籠を担ぎながら東海道を潜行（副使の薩摩藩士・日下部伊三次は中山道より下行）、16日深夜に水戸藩駒込邸にいた水戸藩主徳川慶篤に勅諚を伝えた。これに先立ち、薩摩藩士西郷吉之助が、水戸藩家老安島帯刀に水戸藩への勅諚降下・諸藩回送の可否を打診していたが、安嶋は藩状の混乱を理由にこれを断っており、西郷が京に帰ったのと入れ違いに鵜飼が勅諚をもたらしたため、安島は驚愕したという。ただし、西郷が京都を出発したのが8月4日で、密勅の話が孝明天皇周辺に発生したのが8月5日であることを考えると、西郷伝説の一環としての、後日の創作である可能性がある。
また、斉昭は勅諚が水戸藩に下ったことを聞き、降下先が一橋だったのなら諸藩への回送と幕政改革をやりおおせるであろうが、慶篤ではとても無理であろう、と言ったという。
幕府には、幕府との対立を意図するものではなく、協力して対外政策に当たることを意図するものであるとの関白九条尚忠の添書き付きで、10日に禁裏付の大久保一翁を通じて伝えられたが、江戸より水戸に先着することを図っての時期であった。水戸藩から御三家、御三卿には勅書の回送が行なわれたが、その他の諸藩には幕命により秘匿された。長州藩や越前藩等の雄藩には、写しが関白以外の摂家を通じて、縁家筋から送付された。

## 内容
- 勅許なく日米修好通商条約（安政五カ国条約）に調印したことへの呵責と、詳細な説明の要求。
- 御三家および諸藩は幕府に協力して公武合体の実を成し、幕府は攘夷推進の幕政改革を遂行せよとの命令。
- 上記2つの内容を水戸藩から諸藩に廻達せよという副書。

以上の3つに要約することができる。将軍の臣下であるはずの水戸藩へ朝廷から直接勅書が渡され、幕府を差し置いて水戸藩から全国諸藩へ密勅の写しを回送する指示を出したということは、幕府がないがしろにされ威信を失墜させられたということであったため、幕府は勅諚の内容を秘匿するよう慶篤に命じ、大老井伊直弼による安政の大獄を本格化させることになった。とりわけ、鵜飼吉左衛門から安嶋宛への書簡には、薩摩藩伏見挙兵計画の秘事が記されていたとされ、幕府にその内容が漏洩したことで安政の大獄ではより厳重な処分となったといわれる。
草案段階では、将軍継嗣問題への言及も見られたが、奏請の結果、割愛となった。

### 勅諚全文
先般墨夷假條約無餘儀無次第ニ而、於神奈川調印、使節へ被渡候儀、猶又委細閒部下總守上京被及言上之趣候得共、先達而敕答諸大名衆儀被聞食度被仰出候詮茂無之、誠ニ以テ皇國重大ノ儀、調印之後言上、大樹公叡慮御伺之御趣意モ不相立、尤敕答之御次第ニ相背輕卒之取計、大樹公賢明之處、有司心得如何ト御不審被思召候。右樣之次第ニ而者、蠻夷狄之儀者、暫差置方、今御國內之治亂如何ト更ニ深被惱叡慮候。何卒公武御實情ヲ被盡、御合體永久安全之樣ニト、偏被思召候。三家或大老上京被仰出候處、水戸尾張兩家愼中之趣被聞食、且又其餘宗室之向ニモ同樣御沙汰之由モ被聞食候。右者何等之罪狀ニ候哉。難被計候得共、柳營羽翼之面々、當今外夷追々入津不容易之時節、既ニ人心之歸向ニモ可相拘旁被惱宸襟候。兼而三家以下諸大名衆議被聞食度被仰出候旨、全永世安全公武御合体ニ而、被安叡慮候樣被思召候儀、外虜計之儀ニモ無之、內憂有之候而者、殊更深被惱宸襟候。彼是國家之大事ニ候閒、大老閣老其他三家三卿家門列藩外樣譜代共一同群議評定有之、誠忠之心ヲ以テ、得ト御正シ、國内治平、公武御合体、彌御長久之樣、德川御家ヲ扶助有之內ヲ整、外夷之侮ヲ不受樣ニト被思召候。早々可致商議敕諚之事。

安政五戊午年八月八日

近衞左大臣

鷹司右大臣

一條内大臣

三條前内大臣

二條大納言

  水戸中納言

  廣橋大納言

  萬里小路大納言

（花押なし）

【水戸藩へ別紙 添書】

勅諚ノ趣 仰出サレ候 右ハ国家ノ大事ハ勿論 徳川家ヲ御扶助二 思食サレ候間 會議之有リ 御安全之様 勘考 有可キ旨 以之出格 思食仰出サレ候間 猶同列之方々、三卿家門之衆以上隠居ニ至迄、列藩一同ニモ 御趣意相心得ラレ候様、向々ヘモ伝達之有可ク 仰出され候以上—「戊午秘記」（東京大学史料編纂所データベース）、大森金五郎「大日本全史 下巻」（冨山房、1922年発行）

## 水戸藩への影響
藩創設以来、水戸藩では藩主に忠実な改革派（尊皇攘夷派）と、幕府との関係を重視する保守門閥派（諸生党）との対立が激しかったが、密勅への対応を巡り、改革派の中でも、密勅の通りに勅書を諸藩に廻達すべきとする、家老武田耕雲斎を中心とした尊攘激派（後の天狗党）と、勅書は朝廷又は幕府に返納すべきとする、會澤正志斎を中心とした尊攘鎮派とに分裂して激しく対立し、三巴の混沌とした藩状のまま明治維新を迎えることとなる。
幕府は水戸藩に対し勅書の諸藩への回送取り止めを命じた上、勅書そのものの朝廷への返納を求めたが、勅書返納に反対する激派の藩士や領民は安政5年9月と安政6年5月に小金宿に集結（第一次及び第二次小金屯集）し、勅書の返納を阻止するため気勢を挙げ、これに対して慶篤は家老大場弥右衛門、郡奉行金子孫二郎らを派遣して鎮撫に努めたが、抑え切れる状況ではなかった。
安政6年8月27日（1859年9月23日）、幕府は、密勅は天皇の意思ではなく水戸藩の陰謀とし、密勅降下に関わったとして家老安嶋帯刀を切腹、奥祐筆茅根伊予之介、京都留守居役鵜飼吉左衛門を斬首、京都留守居役助役同幸吉を獄門、勘定奉行鮎沢伊太夫を遠島とし、斉昭は水戸での永蟄居、慶篤は差控とした（安政の大獄）。
同年12月に幕府が朝廷に働きかけ、水戸藩に対し勅書を幕府に返納する事を命じ、水戸藩内では返納論が主流となっていたが、激派は水戸街道の長岡宿に数百人が集結し街道を封鎖（長岡屯集）、勅書の返納を実力阻止しようとした。勅書は歴代藩主の廟内で厳重に保管され、翌安政7年2月に勅書返納が正式に決まるが、城下で激派と鎮派が斬り合いとなる騒ぎが起こったり、斎藤留次郎が返納反対を訴えて水戸城内で切腹するなどの混乱があったりして返納は延期となった。長岡宿に屯集する激派に対して武力鎮圧する動きが起こると、激派の一部は脱藩して江戸へ向かい、安政7年3月3日（1860年3月24日）に井伊大老を襲撃することとなる（桜田門外の変）。変後の混乱により返納問題はうやむやとなり、勅書は水戸に留められた。